# Paradisiaque (album)
Albums de MC Solaar
Prose combat
(1994) MC Solaar
(1998)
Singles
1. Gangster moderne
Sortie : 1997
2. Les temps changent
Sortie : 1997
3. Paradisiaque
Sortie : 1998

Paradisiaque est le troisième album de MC Solaar, sorti en 1997. 
La chanteuse K-Reen fait les chœurs de plusieurs morceaux de l'album (pistes 9 et 14).

## Contexte
Conçu comme la première moitié d’un double album, Paradisiaque devait initialement être complété trois mois plus tard par un second disque, MC Solaar. Cependant, le label Polydor attend plus d'un an avant de publier ce second volet, contre la volonté de l’artiste. Ce désaccord marque le début d’un conflit entre MC Solaar et son label, aboutissant à la résiliation de leur contrat en 2004 sur décision de la Cour de cassation,.
À la suite de ce litige, l'album est retiré de la vente et reste indisponible pendant près de vingt ans. Il est finalement réédité le 3 décembre 2021, incluant les titres de MC Solaar pour respecter le projet initial de l’artiste.

## Liste des titres
| No  | Titre                         | Durée |
| --- | ----------------------------- | ----- |
| 1.  | Intro                         | 0:32  |
| 2.  | Paradisiaque                  | 3:12  |
| 3.  | Gangster moderne              | 4:04  |
| 4.  | Tournicoti                    | 3:49  |
| 5.  | Zoom                          | 3:51  |
| 6.  | Le sens de la vie             | 4:05  |
| 7.  | Dakota                        | 3:58  |
| 8.  | Illico presto                 | 4:23  |
| 9.  | Les temps changent            | 3:18  |
| 10. | Daydreamin                    | 4:15  |
| 11. | Les boys bandent              | 3:24  |
| 12. | Les pensées sont des flowers  | 4:02  |
| 13. | Wonderbra                     | 4:02  |
| 14. | Le 11e choc                   | 3:33  |
| 15. | Protège-tibia                 | 4:12  |
| 16. | Quand le soleil devient froid | 3:51  |
| 17. | Outro                         | 0:34  |

## Ventes
L'album se classe à la première place des meilleures ventes d'albums dès sa sortie, et est certifié disque de platine en mars 1998.

## Classements
| Classement (1997/98)         | Meilleure position |
| ---------------------------- | ------------------ |
| Allemagne (Media Control AG) | 96                 |
| Belgique (Wallonie Ultratop) | 6                  |
| France (SNEP)                | 1                  |
| Suisse (Schweizer Hitparade) | 8                  |